# Тиете
Тиете́ (порт. Tietê) — муниципалитет в Бразилии, входит в штат Сан-Паулу. Составная часть мезорегиона Пирасикаба. Входит в экономико-статистический микрорегион Пирасикаба. Население составляет 36 758 человек на 2006 год. Занимает площадь 392,509 км². Плотность населения — 93,6 чел./км².
Праздник города — 8 марта.

## История
Город основан 8 марта 1842 года.

## Статистика
- Валовой внутренний продукт на 2003 год составляет 480.154.387,00 реалов (данные: Бразильский институт географии и статистики).
- Валовой внутренний продукт на душу населения на 2003 год составляет 13.940,55 реалов (данные: Бразильский институт географии и статистики).
- Индекс развития человеческого потенциала на 2000 год составляет 0,810 (данные: Программа развития ООН).

## География
Климат местности: субтропический. В соответствии с классификацией Кёппена, климат относится к категории Cfb.